# Daniel Fernández Moreno
Daniel Fernández Moreno, más conocido como Dani (nacido el 24 de septiembre de 1973) es un futbolista español. Dani se retiró en 2008 mientras jugaba en Portugal. Ahora es entrenador de porteras del Malaga C.F Femenino y primer entrenador del British School of Malaga Juvenil. (Fere)

## Clubes
| Club                 | País     | Año       |
| -------------------- | -------- | --------- |
| CA Malagueño         | España   | 1993-1994 |
| Málaga CF            | España   | 1994-1996 |
| Málaga B             | España   | 1996-1999 |
| Almería CF           | España   | 1999-2001 |
| UD Almería           | España   | 2001-2002 |
| AS Naval             | Portugal | 2002-2004 |
| Académica de Coimbra | Portugal | 2004-2006 |
| Algeciras CF         | España   | 2006-2007 |
| AS Naval             | Portugal | 2007-2008 |

- Datos: Q5798341